# Прессак, Жан-Клод
Жан-Клод Пресса́к (фр. Jean-Claude Pressac; 3 марта 1944, Вильпент — 23 июля 2003, Ле-Кремлен-Бисетр) — французский химик и фармацевт, французский исследователь системы массового уничтожения узников в нацистском лагере смерти Аушвиц (Освенцим).

## Биография
В молодости Прессак собирался стать офицером, но книга Роберта Мерле «Моя работа — смерть» (La mort est mon métier) о коменданте лагеря Освенцим Рудольфе Хёссе произвела на него сильное впечатление, под влиянием которого он отказался от военной карьеры и стал фармацевтом.
Однако тема геноцида времен Второй мировой войны продолжала интересовать его и в 1966 году он впервые посетил лагерь Освенцим с планом написать роман об узниках. Второй раз он посетил лагерь в октябре 1979 года.
Вначале он сомневался в информации о массовых убийствах в лагере и сотрудничал в изучении этого вопроса с известным ревизионистом Робером Фориссоном, который отрицал наличие у нацистов газовых камер для убийства людей. Однако изучение исторических документов убедило Прессака в обоснованности общепринятой исторической версии.
В 1981 году Прессак встретился с известным французским историком Пьером Видалем-Наке и они договорились, что Прессак представит результаты своих исследований на научной конференции. 30 июня 1982 года Прессак выступил на конференции «Нацистская Германия и Холокост».
В 1989 году Прессак совместно с Беатой Кларсфельд опубликовал книгу «Аушвиц. Техника и эксплуатация газовых камер» (Auschwitz, technique and operation of the gas chambers). В этой книге он приводит документальные подтверждения существования в Освенциме газовых камер, предназначенных для массового убийства людей.
После открытия советских архивов в 1990 году он с привлечением новых доступных документов написал новую книгу «Крематории Аушвица. Техника массовых убийств». В архивах КГБ СССР Прессак нашел документы строительного управления лагеря — примерно 80 000 документов в 600 папках. Он сделал с части этих документов 1500 фотокопий.
Книга была впервые издана на французском языке в 1993 году. В 1994 году она была переведена на немецкий и издана в Германии и Швейцарии. Прессак подсчитал минимальное число погибших в самом лагере, которое он определил от 631 до 711 тысяч человек.